# Jan Denucé

Jan Denucé aan het woord in juli 1939, in de academische zitting ter gelegenheid van de 25ste verjaring van Max Rooses' overlijden

Jan Baptist Denucé (Antwerpen, 13 maart 1878 - aldaar, 11 februari 1944) was een Belgisch historicus, wetenschapper en schrijver.  
Jan werd geboren in de woning van zijn ouders, Henri Denucé en Jeanne Weerts, een herberg gelegen te Antwerpen op de hoek van de Sausierstraat en de Veemarkt. Denucé studeerde aan het Koninklijk Atheneum Antwerpen, volgde lessen aan de Academie voor Schone Kunsten aldaar en behaalde het diploma van regent aan de stadsnormaalschool te Gent. Hij studeerde geschiedenis en aardrijkskunde aan de Universiteit van Gent en behaalde een doctoraat in historische aardrijkskunde. 
In 1907 werd hij secretaris van het Internationaal Poolinstituut en zette mee de tweede reis van Adrien de Gerlache met de Belgica naar de Barendszee op touw. Toen het Poolinstituut in 1910 werd afgeschaft, door gebrek aan financiële middelen, kreeg hij te Parijs de betrekking van documentalist bij de Éditions Lafitte-Excelsior. In 1914 werd hij, op voorspraak van onder meer professor Henri Pirenne en professor Paul Fredericq, conservator van het museum Plantin-Moretus te Antwerpen, als opvolger van Max Rooses. Na de Eerste Wereldoorlog werd hij wegens activisme ontslagen. Van al zijn inkomsten beroofd, begon hij de antiquariaatsboekhandel Ortelius en deed genealogische opzoekingen voor Hollandse families van Portugese oorsprong om in zijn onderhoud te voorzien. In 1925 werd Denucé in ere hersteld en naast Floris Prims aangesteld als stadsarchivaris van Antwerpen, op voordracht van burgemeester Camille Huysmans. Bij Koninklijk Besluit van 22 juli 1938 werd hij benoemd tot lid van de Koninklijke Vlaamse Academie voor Wetenschappen, Letteren en Schone Kunsten van België en in december 1942 werd hij voorzitter van deze instelling. 
Zijn wetenschappelijk werk van bedraagt meer dan 100 studies en boeken. Jan Denucé stierf op een koude vrijdagmorgen en zijn as werd 5 dagen later bijgezet op de begraafplaats Schoonselhof. De Jan Denucéstraat te Antwerpen werd naar hem genoemd.